# Luis Rafael Sánchez
Luis Rafael Sánchez (Humacao, 17 de novembre de 1936) és un dramaturg, contaire, assagista i novel·lista porto-riqueny, conegut per la seva obra de 1976 La guaracha del Macho Camacho sobre la americanizació de Puerto Rico.

## Biografia
Sánchez va néixer i va ser criat pels seus pares en Humacao, ciutat al sud-est de Puerto Rico, on va estudiar fins que la seva família es va traslladar a San Juan, on Sánchez va acabar l'educació secundària i es va matricular a la Universitat de Puerto Rico el 1956, obtenint el títol de Bachelor of Arts. Va ser durant la seva època d'estudiant universitari que es va interessar en l'actuació.
En aquesta època va actuar en les radionovel·les de l'emissora WNEL, però va fracassar en els seus intents de treballar en la televisió.
La seva primera obra de teatre la va estrenar al  Departament de Drama de la seva alma máter el 1958, quan encara era estudiant. Aquest mateix any va viatjar becat a Nova York a estudiar dramatúrgia i contística a la Universitat de Colúmbia.
També a finals dels anys 1950 va iniciar com a narrador el seu conte El trapito, que fou premiat, i després Destierro (1958), Aleluya negra (1960) o Memorias de un eclipse (1963), que també van ser guardonats i que, juntament amb d'altres publicats en revistes i periòdics van donar peu a la seva primera recopilació de relats: En cuerpo de camisa, 1966.
Després d'obtenir el seu Batxillerat en Arts el 1960, es va incorporar com a instructor auxiliar a la Universitat de Puerto Rico, que novament ho beca per tornar als Estats Units, aquesta vegada a la Universitat de la Ciutat de Nova York, on el 1963 va obtenir el grau de magister. Posteriorment va ser a Espanya, on, el 1976, va obtenir el seu doctorat en Literatura per la Complutense de Madrid amb una tesi sobre l'escriptor porto-riqueny Emilio S. Belaval.

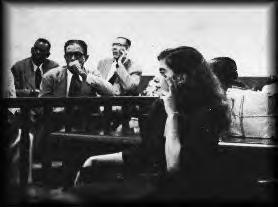
Olga Viscal Garriga en el judici per negar-se a reconèixer l'autoritat EUA sobre Puerto Rico, i en què es basa la obra La pasión según Antigona Pérez

La pasión según Antigona Pérez recrea el mite de l'Antígona de Sòfocles i està basada en la vida d'Olga Viscal Garriga (1929-1995), gran oradora i membre del Partit Nacionalista de Puerto Rico que va ser condemnada a vuit anys de presó per negar-se a reconèixer l'autoritat dels Estats Units sobre Puerto Rico. Estrenada el 1968 durant el XI Festival de Teatre Porto-riqueny, va ser protagonitzada per Myrna Vázquez en el Teatre Tàpia del Vell San Juan. El 1991 i 2011 van posar en escena noves versions de gran èxit, en les quals van interpretar el paper principal Alba Nydia Díaz i Yamaris Latorre, respectivament.
La guaracha del Macho Camacho és una de les seves obres més citades de la literatura porto-riquenya. La novel·la, que avança a ritme de guaracha, tracta de l'americanització de Puerto Rico i d'altres temes a través de les històries d'un grup de gent que té en comú trobar-se en un embotellament un dimecres a les cinc de la tarda. L'obra ha estat objecte de nombrosos assajos, per exemple, el del professor de la Universitat d'Arizona, Raúl Alberto Román Riefköhl.
És partidari de la independència de Puerto Rico i es va adherir a la Proclama de Panamà, aprovada per unanimitat al Congrés Llatinoamericà i Del Carib per la Independència de Puerto Rico celebrat en aquest país pel Partit Independentista Porto-riqueny en 2006.
Va aprofitar la beca Guggenheim que va obtenir el 1979 per residir a Rio de Janeiro i la de l'Acadèmia d'Arts i Ciències de Berlín (1985) residir a la capital alemanya. La Fundació Porto-riquenya de les Humanitats ho va seleccionar Humanista de l'Any 1996 i en aquest mateix any Carlos Fuentes i Gabriel García Márquez ho van convidar a ocupar la Càtedra Julio Cortázar, amb seu a la Universitat de Guadalajara. En 2012 va rebre la medalla Presidencial Eugenio María de Hostos a la ciutat de Nova York.
Sánchez és professor emèrit de la Universitat de Puerto Rico i en la de la Ciutat de Nova York i membre honorari de l'Acadèmia Porto-riquenya de la Llengua Espanyola
Luis Molina Casanova va basar la seva pel·lícula La guagua aérea (1993) en textos de Sánchez.

## Obra
- La niña más bonita, 1958
- Cuento de la cucaracha viudita, 1959
- La hormiga y el pajarito, 1960
- Farsa del amor compradito, 1960
- La hiel nuestra de cada día, 1962
- El sol no a salido, 1961
- O casi el alma, 1965
- La pasión según Antigona Pérez, estrenada el 1968
- Quíntuples, 1985
- Culonga la gorda, 2010

Conte
- En cuerpo de camisa, 1966

Novel·la
- La guaracha del Macho Camacho, 1976
- La importancia de llamarse Daniel Santos, 1988
- Indiscreciones de un perro gringo, 2007

Assaig
- Fabulación e ideología en la cuentística de Emilio S. Belaval, tesis de doctorado, Instituto de Cultura Puertorriqueña, 1979
- No llores por nosotros Puerto Rico, 1997
- La guagua aérea, 2000
- Devórame otra vez, 2005
- Abecé indócil, 2013